# متروی سنگاپور
متروی سنگاپور (انگلیسی: Mass Rapid Transit) سیستم قطار شهری در سنگاپور است که در مناطق بوکیت پنجنگ، سنگکانگ و پونگل فعالیت میکند.
این مترو که در تاریخ ۷ نوامبر ۱۹۸۷ تأسیس شده، هم‌اکنون دارای ۵ خط، ۱۰۲ ایستگاه و ۱۷۰ کیلومتر طول می‌باشد.

## نگارخانه

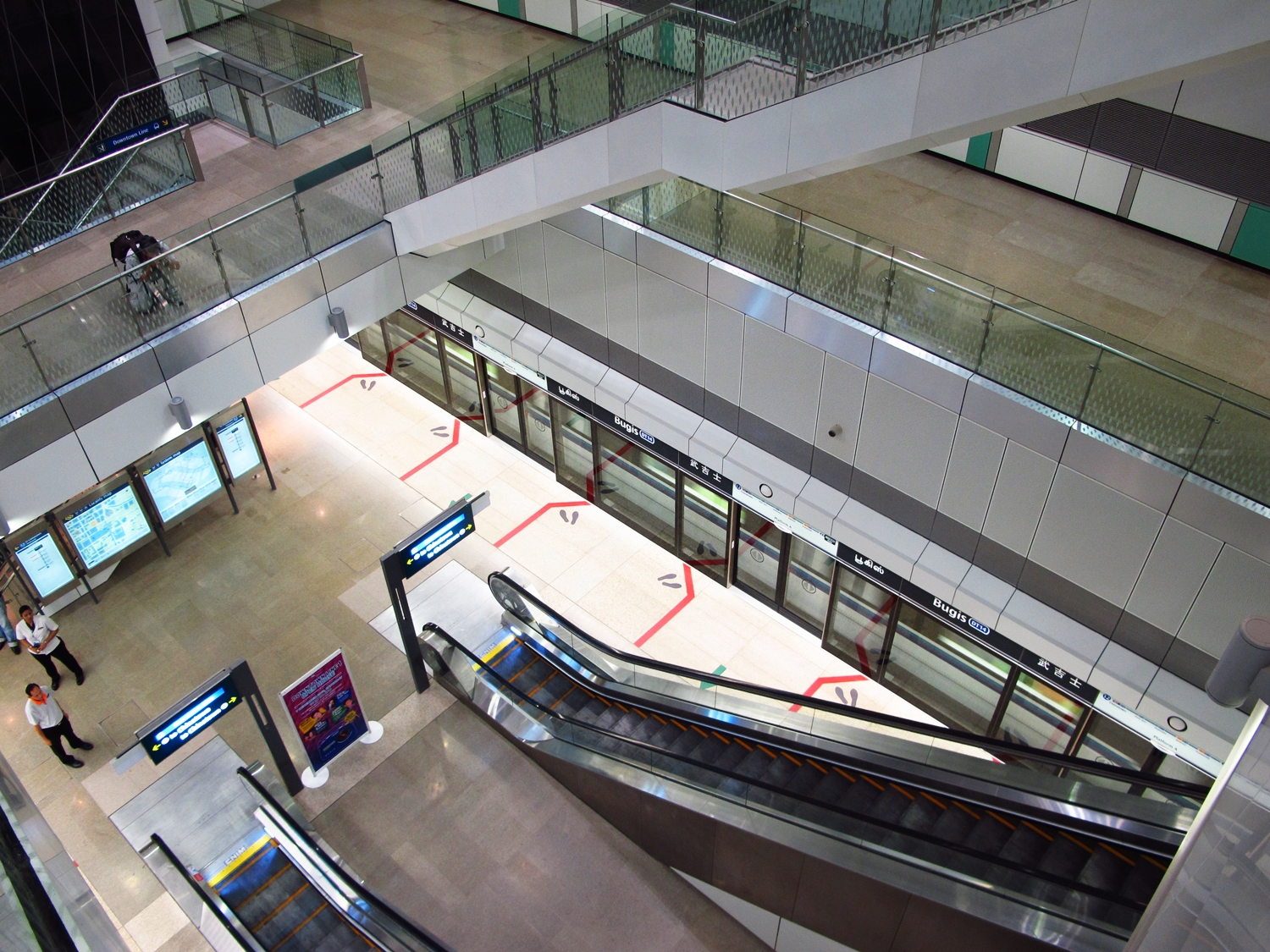
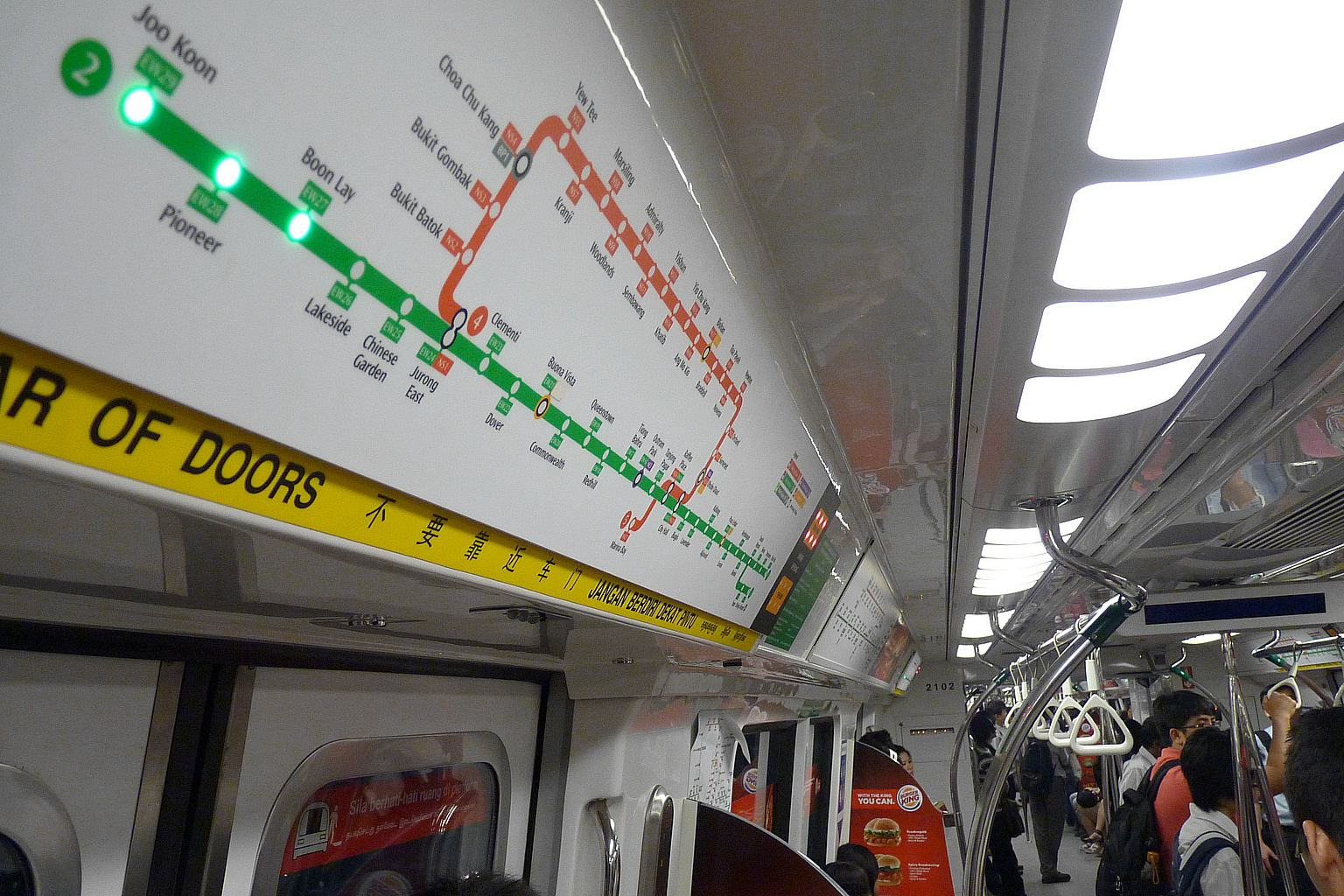
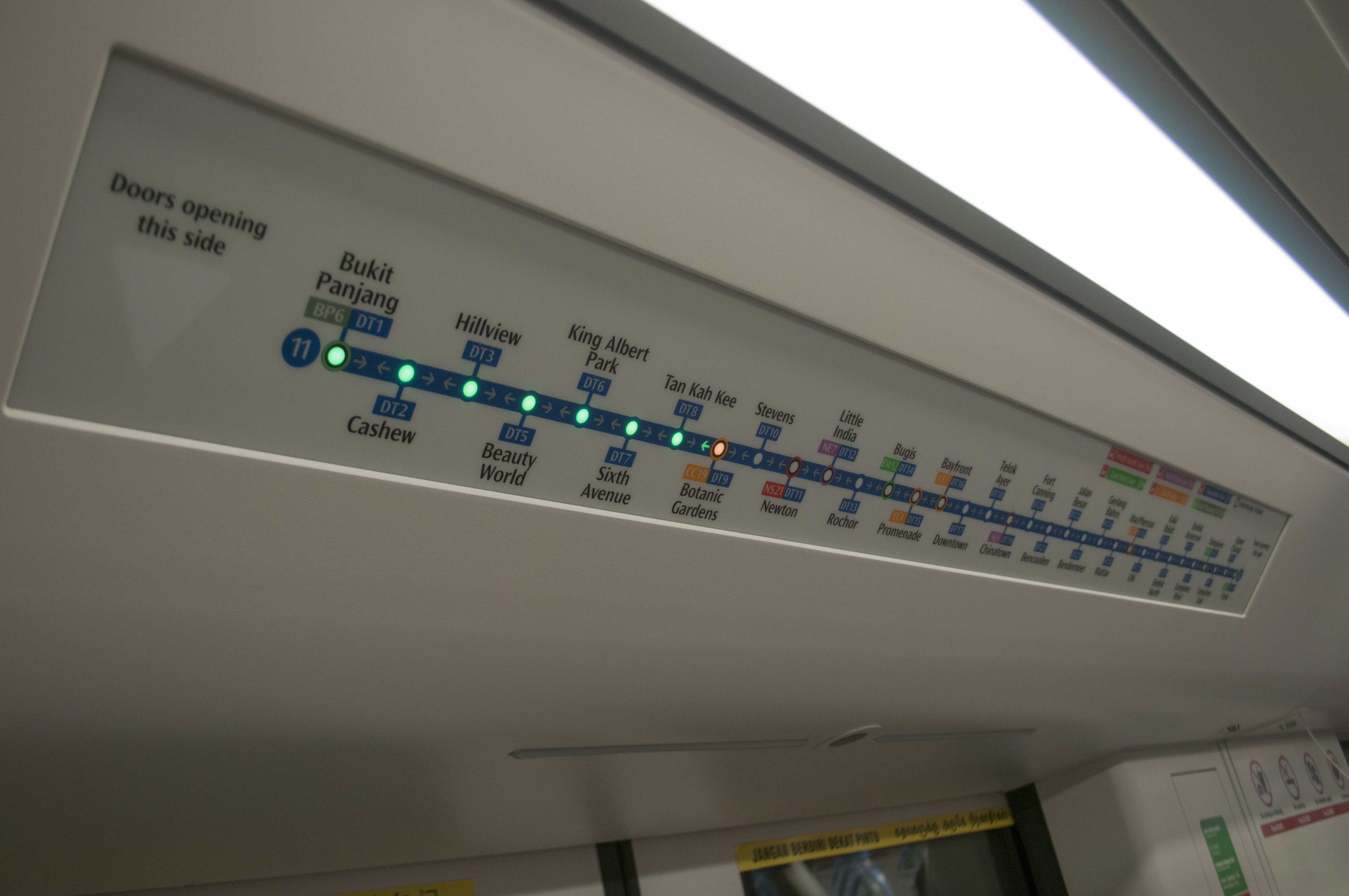
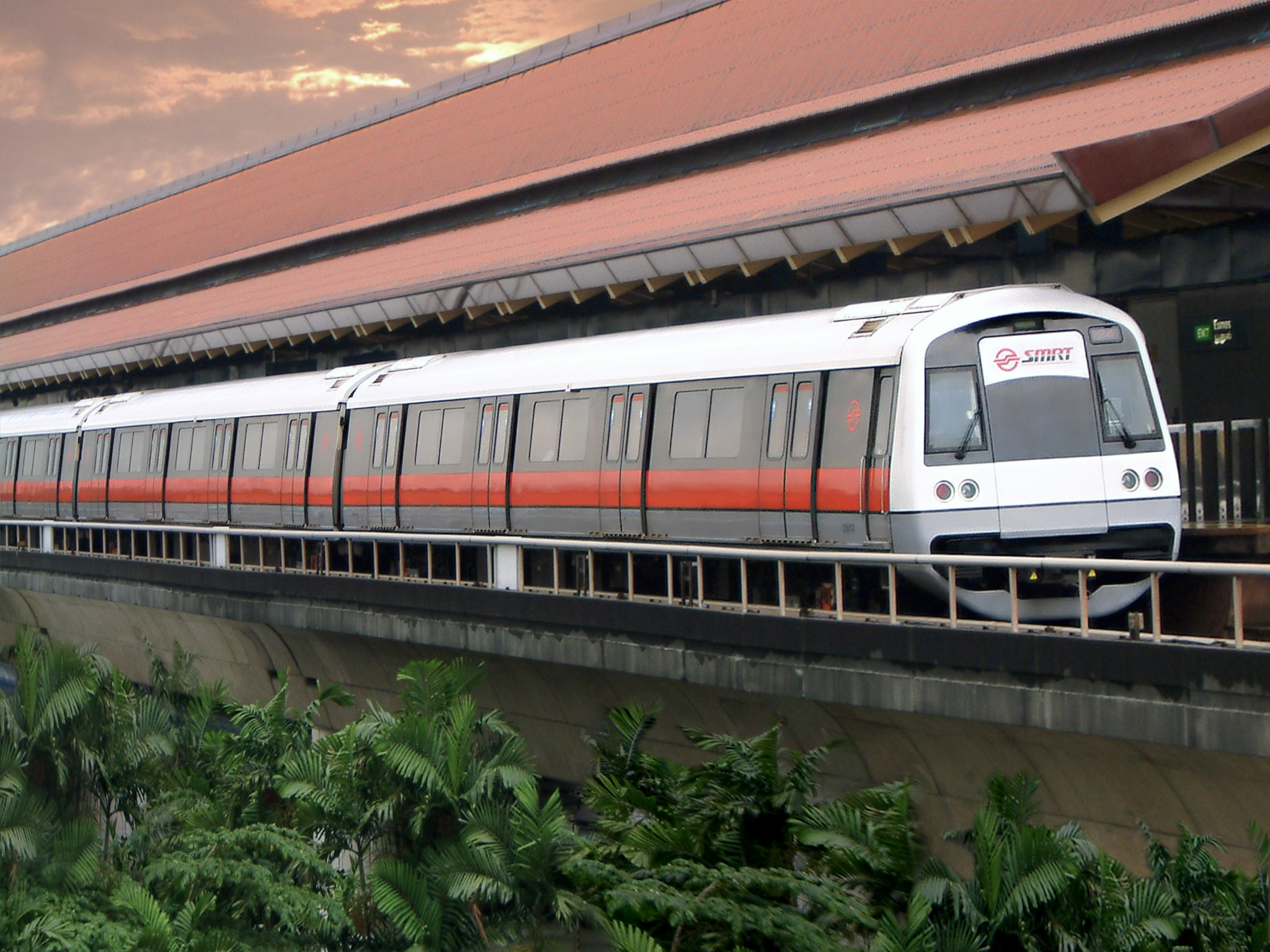
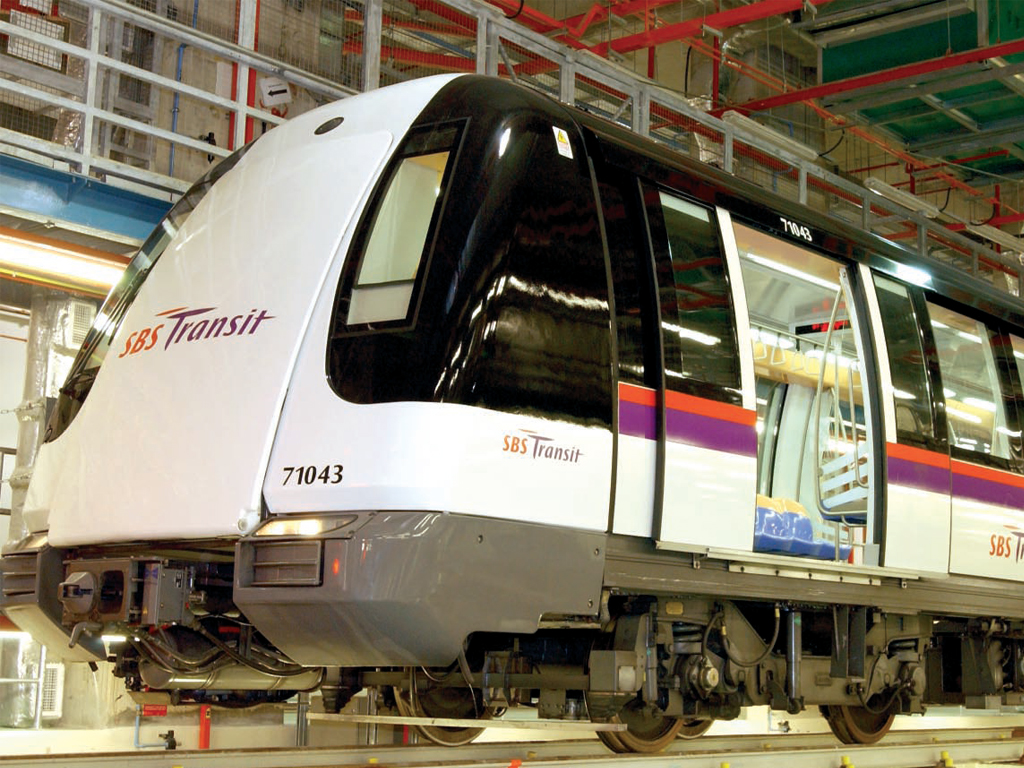
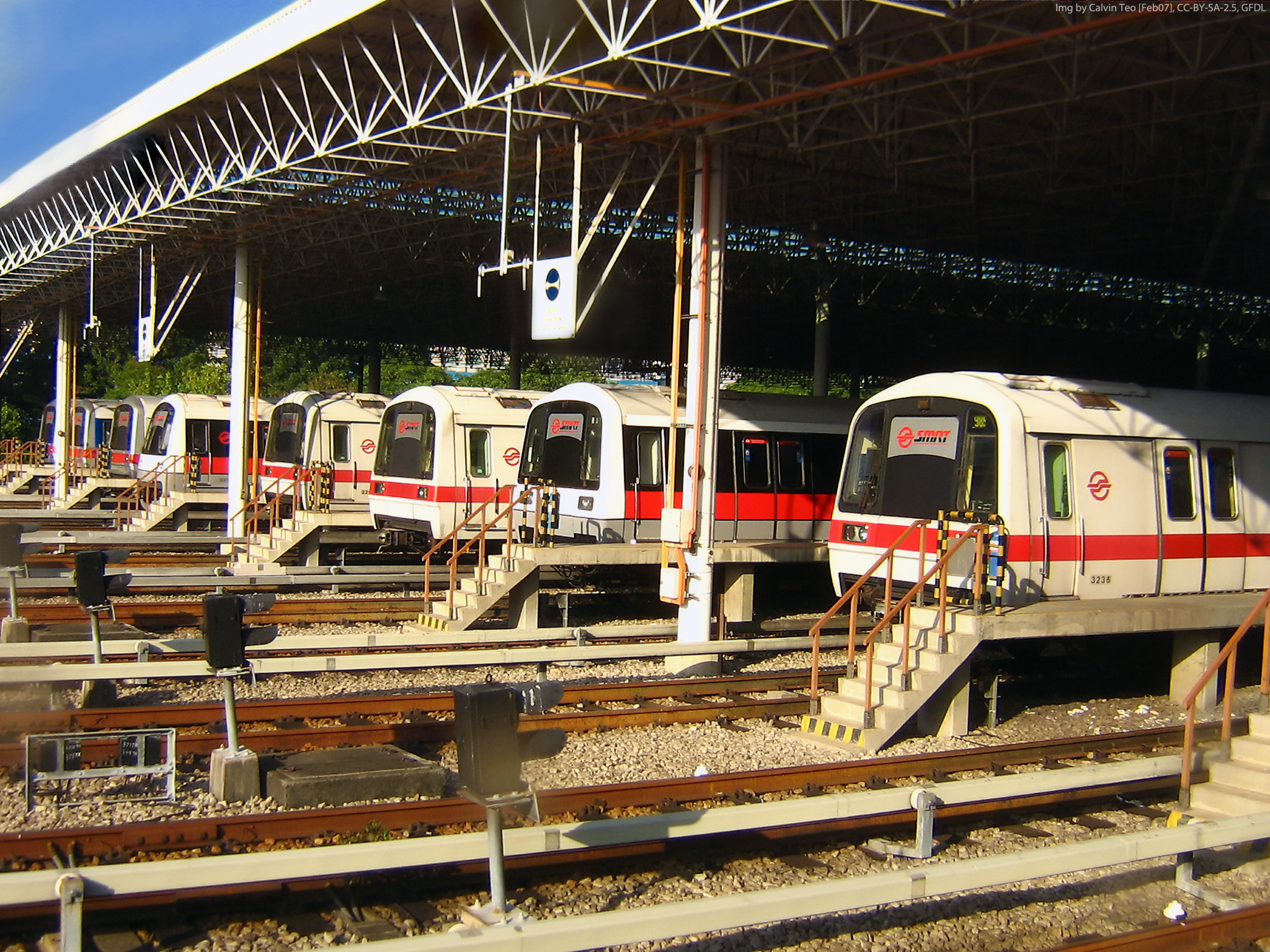
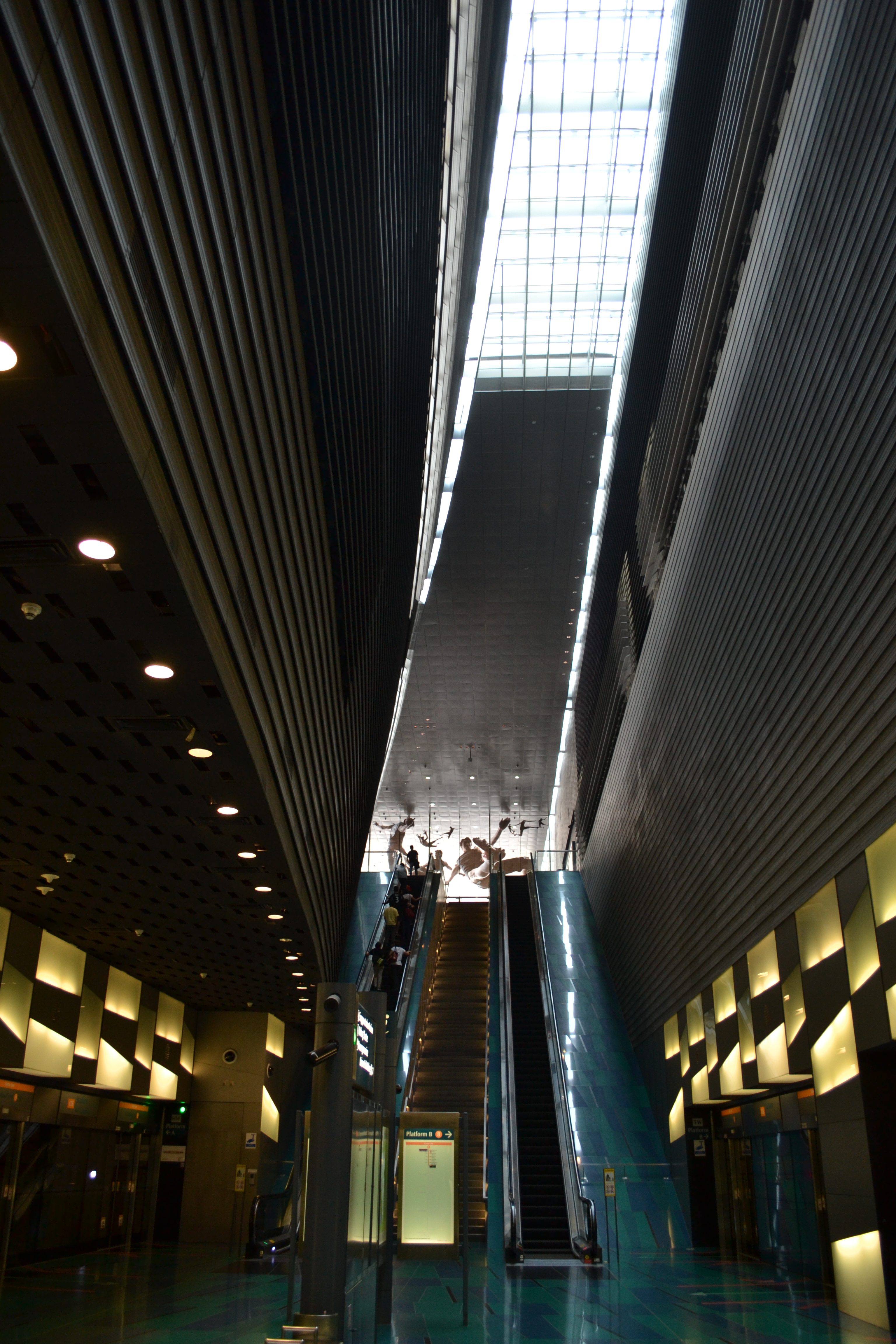
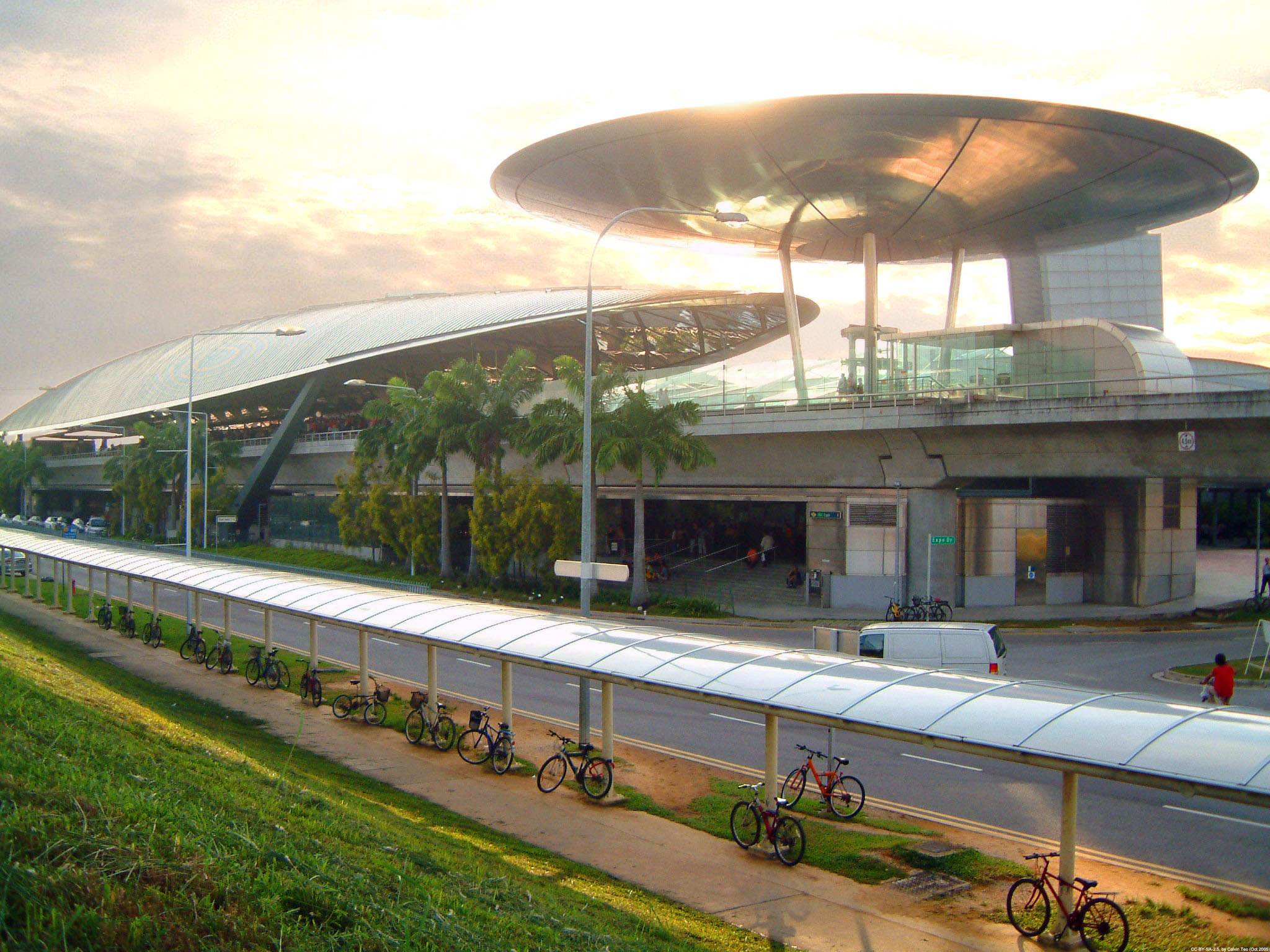
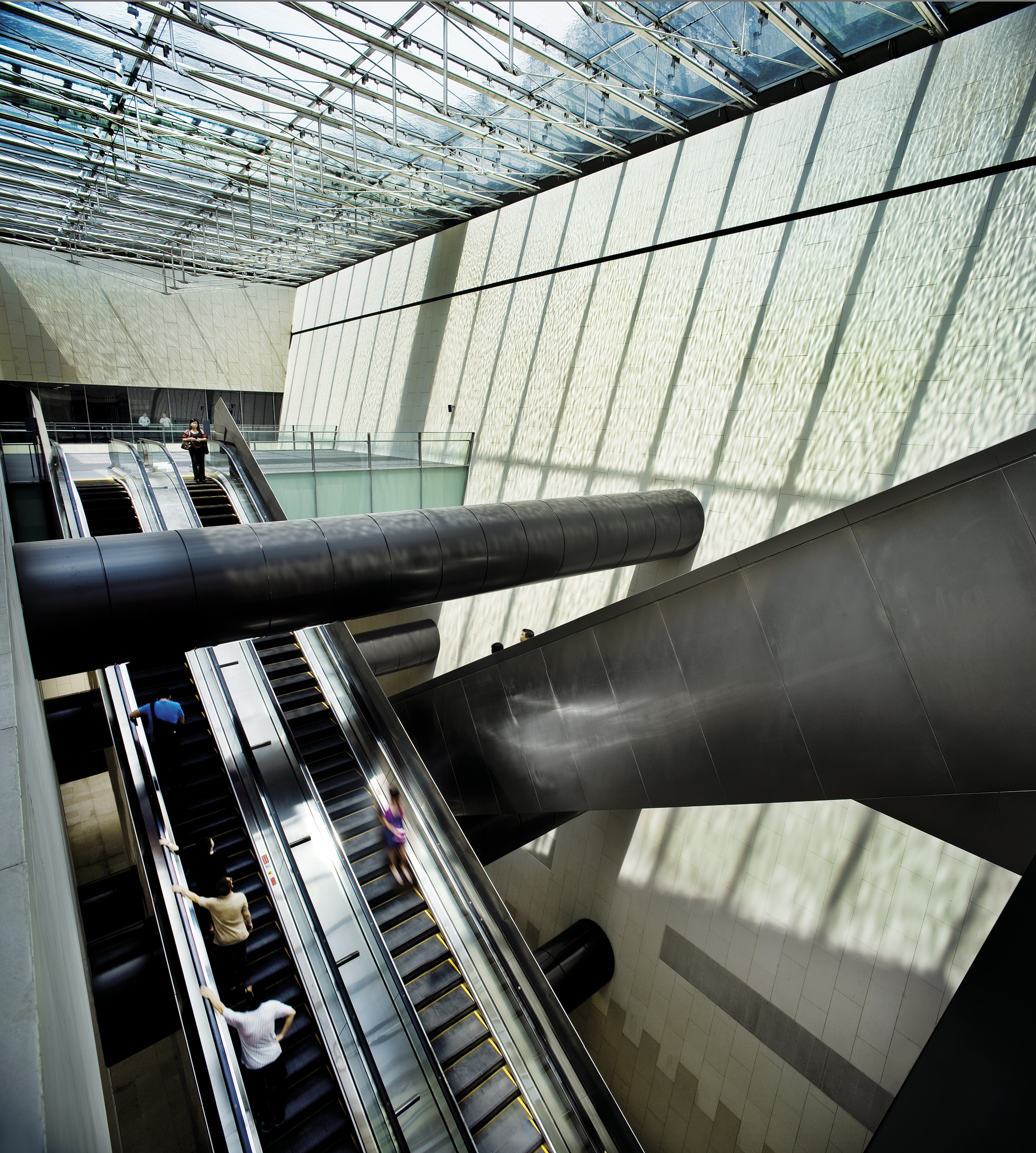
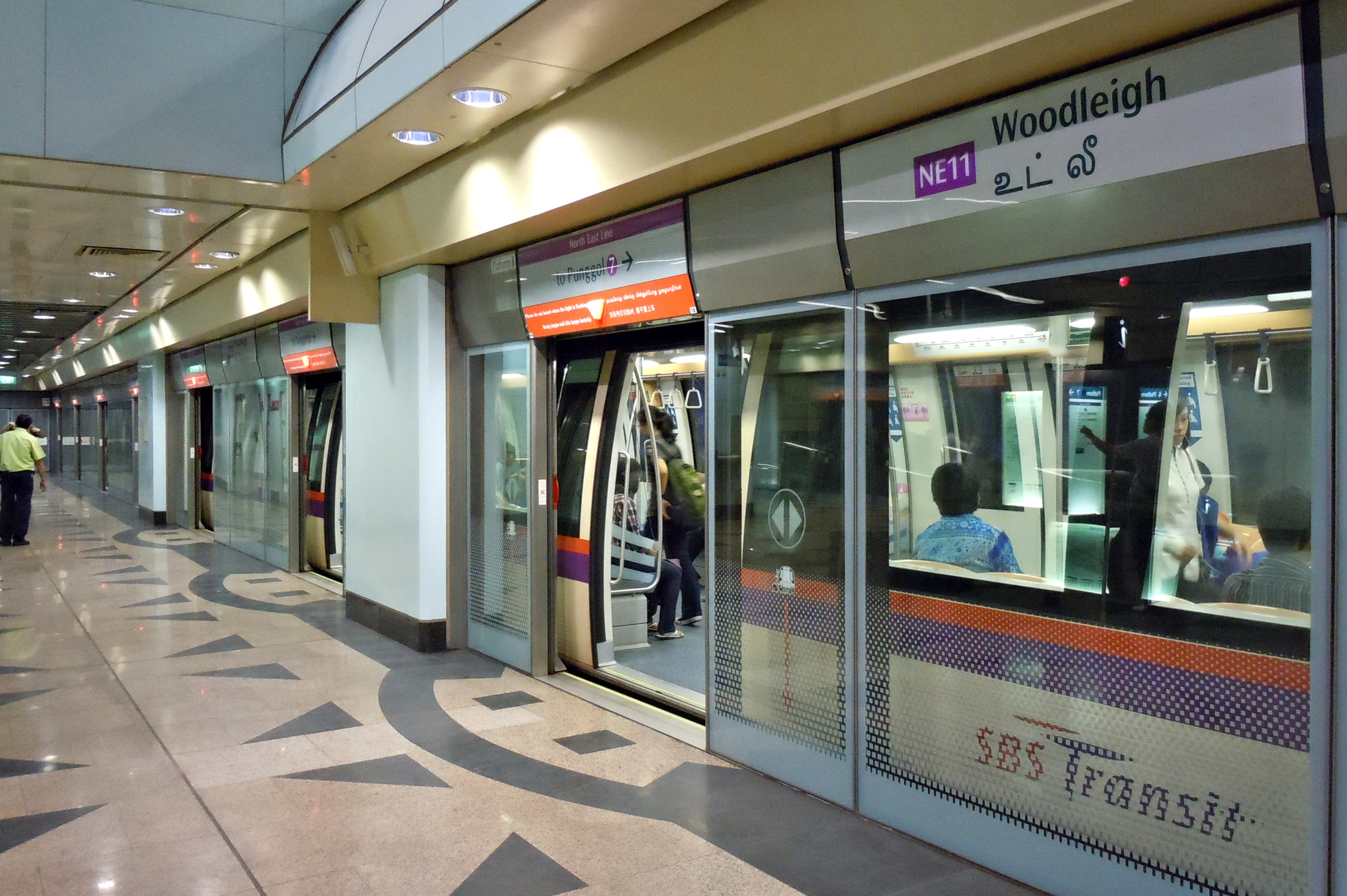
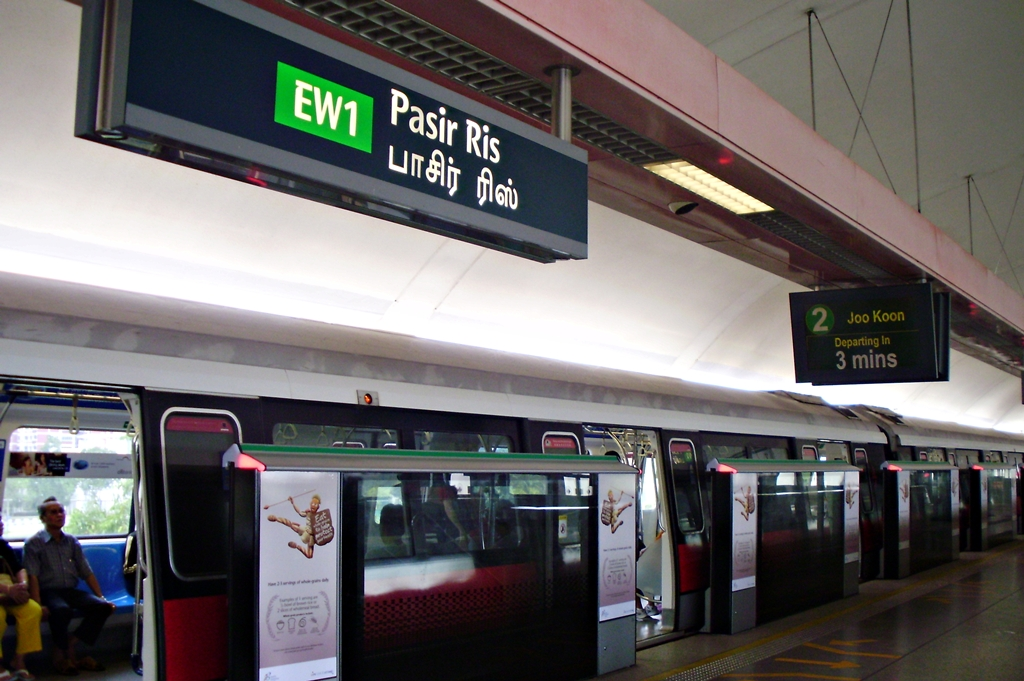